# Claustra Alpium Iuliarum

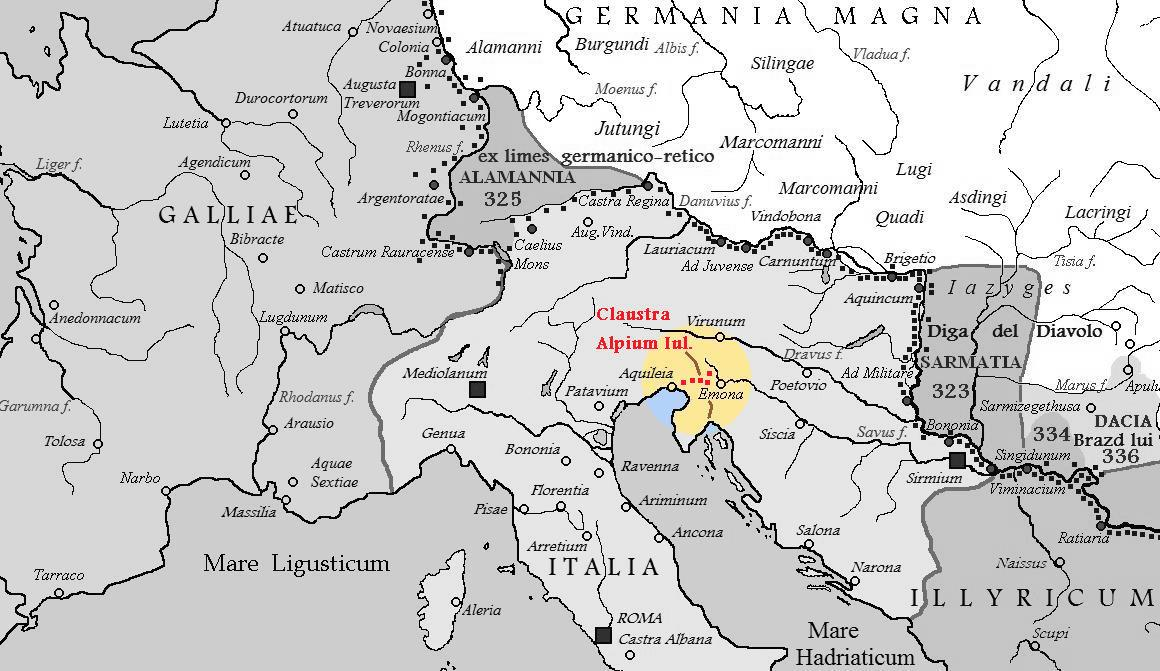
Claustra Alpium Iuliarum mis en évidence sur une carte de l' Empire romain.

Claustra Alpium Iuliarum (la barrière des Alpes Juliennes) est une série de défenses statiques érigées pour défendre l'Empire romain de l'arrivée de hordes de barbares depuis la Pannonie. C'est en effet la seule barrière naturelle entre les vallées orientales du Danube, de la Drave et de la Save, d'une part, et l'accès aux plaines du nord de l'Italie. Cette frontière intérieure de l'Empire romain était constituée d'une série de fortifications interconnectées.

## Développement
En l'an 6 de notre ère, la Grande Révolte illyrienne éclata, menaçant le cœur de l'Empire romain. Par la suite, afin de protéger l'Italie, une série de murs et de fortifications ont été progressivement érigés autour de la zone stratégique de Postojna. La plupart des constructions ont été faites après 284 sous Dioclétien et Constantin Ier. Bien que ce développement ait été fait à la suite d'une invasion majeure du nord de l'Italie par les Alamans en 271, ces lignes de fortifications intérieures étaient également destinées à assurer la stabilité interne de l'empire comme de se garder de l'arrivée des barbares. Le système de fortifications comprenait Forum Iulii (dans la région de l'actuelle Cividale del Friuli), Tarsatica (dans la région de l'actuelle Rijeka ) et suivait la vallée de la rivière Idrijca. Il s'étendait de Postojna jusqu'aux collines au sud d'Emona (dans la région de Ljubljana aujourd'hui). Des fortifications en profondeur le long de la Via Gemina ont commencé à la forteresse de Castra ad Fluvium Frigidum (dont les restes sont aujourd'hui encore visibles à Ajdovščina), qui était le centre du système, et se sont terminées à Nauportus (dans le zone de Vrhnika d'aujourd'hui). La garnison de la forteresse d'Ad Pirum était généralement composée de 500 soldats, mais pouvait recevoir jusqu'à 100 000 soldats. Les murs d'Ad Pirum ont été découverts par des archéologues autrichiens et italiens ; ils atteignent une hauteur de 8 m et une épaisseur de 2 m ; les tours murales avaient une hauteur de 10 m.

## Batailles
Les Claustra Alpium Iuliarum ont vu un certain nombre de batailles. Les premières fortifications ont peut-être été utiles en 169 lorsque les Marcomans ont tenté d'entrer en Italie, mais se sont révélées insuffisantes lorsque les Alamans ont envahi l'Italie en 271. En 351, Constance II a pris Ad Pirum lors de son combat contre son rival Magnence. Plus importante encore, la bataille du Frigidus a eu lieu en 394 entre Castra et Ad Pirum. Dans cette bataille, l'empereur d'Orient Théodose Ier l'emporta sur son rival occidental et usurpateur Eugène et, par sa victoire, confirma le christianisme comme la religion principale de l'Empire.
Après le Ve siècle, les fortifications romaines tombèrent en ruine. Aujourd'hui, des sections sélectionnées ont été restaurées par des archéologues.